# (4013) Ogiria
(4013) Ogiria ist ein Hauptgürtelasteroid, der am 21. Juli 1979 von Nikolai Stepanowitsch Tschernych vom Krim-Observatorium aus entdeckt wurde.
Der Asteroid wurde nach der russischen Astronomin Maija Borisovna Ogir (1933–1991) benannt.